# Cycas balansae
Cycas balansae — вид голонасінних рослин класу саговникоподібні (Cycadopsida).
Етимологія: вшанування французького натураліста і ботанічного дослідника Бенедикта Баланси (фр. Benedict Balansa, 1825—1892), який збирав багато зразків для Музею природної історії в Парижі, і провів роки з 1885 по 1892 в Північному В'єтнамі, де він і помер.

## Опис
Стовбури безстебельні, 12–20 см діаметром у вузькому місці; 4–9 листків у кроні. Листки темно-зелені, від високоглянсових до напівглянсових, завдовжки 120–260 см. Пилкові шишки веретеновиді, жовті, 20–25 см, 4–7 см діаметром. Мегаспорофіли 8–12 см завдовжки, коричнево-повстяні. Насіння яйцеподібне, 25–27 мм, шириною 20 мм; саркотеста жовта, не вкрита нальотом, товщиною 2 мм.

## Поширення, екологія
Країни поширення: Китай (Гуансі); В'єтнам. Записаний від 100 до 800 м. Рослини знаходяться в більш укритих місцях в глибокій тіні у високих, закритих вічнозелених щільних дощових лісах в гірських районах. Клімат від субтропічного до тропічного з гарячими вологим літом і більш м'якою сухою зимою. Рослини ростуть на суглинних ґрунтах над сланцем або гранітом.